# Chesed-El-synagogen
Chesed-El-synagogen er en synagoge i Singapore. Den står på Oxley-bakken i det centrale område i Singapores Central Business District. 
Chesed-El-synagogen blev bygget i 1905, eftersom Maghain Aboth-synagogen manglede kapacitet, da antallet af jøder steg.
Synagogen blev bygget i sen renæssance-stil.
| Religion | Spire Denne religionsartikel er en spire som bør udbygges. Du er velkommen til at hjælpe Wikipedia ved at udvide den. |

1°17′50″N 103°50′33.2″Ø / 1.29722°N 103.842556°Ø